# Commune Football Club
Le Commune Football Club est un club  burkinabé de football basé à Ouagadougou, fondé en 1977.

## Palmarès
- Championnat du Burkina Faso :
  - Champion : 2007